# Specjalność naukowa
Specjalność naukowa – względnie trwale uprawiana przez uczonych część jednej lub kilku dyscyplin naukowych wyodrębniona ze względu na koncentrowanie uwagi na węższym fragmencie rzeczywistości lub rozpatrywanie go w węższym aspekcie, bądź stosowanie szczególnych metod badawczych. 
Specjalnościami naukowymi są, w dziedzinie nauk ekonomicznych, np.: zarządzanie strategiczne, zarządzanie finansami, techniki organizatorskie, marketing bezpośredni, rachunkowość zarządcza, prawo gospodarcze.